# Abolizione Scorporo
Abolizione Scorporo (Abschaffung des Stimmenabzugs; vollständige Bezeichnung: Movimento per l'abolizione dello scorporo e per il rispetto della sovranità popolare - per l'abolizione dello scorporo, per la stabilità di governo, no ai ribaltoni) ist die Wahlliste (Lista Civetta), mit der die Kandidaten des Mitte-Rechts-Bündnisses Casa delle Libertà zum Mehrheitswahlteil der italienischen Parlamentswahlen 2001 sowie zur Europawahl 2004 antraten (de facto eine Verdi-Verdi/Verdi Federalisti-Liste), wobei sie suggerierten, dass der Stimmenabzug einem Staatsstreich (ribaltone) gleichkäme. Die Wahlen 2001 führten jedoch zu dem paradoxen Ergebnis, dass nicht alle Parteien des Bündnisses die ihnen nach den im Wahlgesetz verankerten Proportionalitätsgesichtspunkten zustehenden Parlamentssitze besetzen konnten, da sie in einigen Regionen nicht über genügend Kandidaten verfügten. Dies galt insbesondere für die Forza Italia von Silvio Berlusconi.